# Бахмацьке благочиння Української православної церкви (Московського патріархату)
Бахмацьке благочиння — адміністративно-церковна одиниця Ніжинської єпархії УПЦ (МП). Включає 29 приходських храмів у 27 населених пунктах (у тому числі Батурин). Обіймає територію двох районів Чернігівської області — Бахмацького і Талалаївського.
Бахмацьке благочиння — третє за розміром з-поміж восьми благочинь єпархії. Благочинний — протоієрей Миколай Кибалюк, уродженець Тернопілля.

## Історія
Створена у складі Чернігівської єпархії УПЦ (МП), а після утворення Ніжинської — передано до її складу.

## Пам'ятки
Більшість діючих храмів Б.б. збудовані у XIX ст. Найбільшу культурну цінність представляє Воскресенський храм-усипальнция Гетьмана Кирила Розумовського у м. Батурин, зведений 1802. Також цінні дерев'яні церкви, зокрема Троїцька церква у с. Варварівка та Покровська у с. Гайворон, відроджений комплекс Крупицького монастиря із дзвіницею.
Найбільшої руйнації церкви Бахмацького благочиння зазнали у період українсько-російської війни 1708—1709 (російськими інтервентами спалено всі церкви столичного Батурина, зруйновано Свято-Троїцький кафедральний собор та Миколаївський Крупицький монастир). У XX ст. у більшості сіл благочиння типові храми зруйновані окупаційною комуністичною владою. У 1990-их роках зведені нові церкви у Бахмачі, будуються також у с. Тиниця та Григорівка. У багатьох служби правляться у пристосованих приміщеннях.

## Священство
Кількість священиків — понад 20. Приходи Бахмацького благочиння зайняті переважно вихідцями з Тернопільської області, які й починали відродження церковного життя краю після 1991 року. Найстаріший за хіротонією — благочинний прот. Миколай Кибалюк, який є настоятелем храму св. Георгія у м. Бахмач. Священство має переважно проукраїнську культурну орієнтацію, у храмах проповідує українською (за винятком кількох парафій). Подекуди впроваджено особливі, волинські традиції шанування Почаївської ікони Божої Матері.
Більшість священиків, з огляду на тяжкий економічний стан місцевих сіл, окормлює по два приходи. Наприклад, о. Віталій Темчур є одночасно настоятелем храмів у селі Гайворон та Голінка, священик села Тиниця також є настоятелем церкви св. Феодосія у Халимоновому, так само у селах Красилівка та Піски, Городище і Пальчики, а священик із смт. Дмитрівка окормлює додатково два села — Щучу Греблю та Кропивне.

## Склад парафій і храмів
- м. Батурин Бахмацького р-ну — Воскресенський храм
- м. Бахмач, райцентр — Храм вмч. Георгія Побідоносця
- м. Бахмач, райцентр — Спасо-Преображенський храм
- смт. Талалаївка райцентр — Храм вмц. Варвари
- с. Бахмач-1 Бахмацького р-ну — Успенський храм
- с. Бахмач-2 Бахмацького р-ну — Вознесенський храм
- с. Болотниця Талалаївського р-ну — Троїцький храм
- с. Варварівка Бахмацького р-ну — Троїцький храм
- с. Гайворон Бахмацького р-ну — Покровський храм
- с. Голінка Бахмацького р-ну — Спасо-Преображенський храм
- с. Городище Бахмацького р-ну — Храм Різдва Богородиці
- с. Григорівка Бахмацького р-ну — Михайлівський храм
- смт. Дмитрівка Бахмацького р-ну — Троїцький храм
- с. Красилівка Бахмацького р-ну — Храм Різдва Богородиці
- с. Красне Бахмацького р-ну — Храм Казанської ікони Пресвятої Богородиці
- с. Курінь Бахмацького р-ну — Миколаївський храм
- с. Липове Талалаївського р-ну — Спасо-Преображенський храм
- с. Митченки Бахмацького р-ну — Покровський храм
- с. Обмачів Бахмацького р-ну — Успенський храм
- с. Пальчики Бахмацького р-ну — Троїцький храм
- с. Піски Бахмацького р-ну — Храм Казанської ікони Пресвятої Богородиці
- с. Понори Талалаївського р-ну — Покровський храм
- с. Сильченкове Талалаївського р-ну — Успенський храм
- с. Стрільники Бахмацького р-ну — Спасо-Преображенський храм
- с. Тиниця Бахмацького р-ну — Покровський храм
- с. Українське Талалаївського р-ну — Покровський храм
- с. Фастівці Бахмацького р-ну — Успенський храм
- с. Халимонове Бахмацького р-ну — Храм свят. Феодосія
- с. Юрківці Талалаївського р-ну — Михайлівський храм Фото Історія